# Jaime Fernandes (ator)
Jaime Filipe da Silva Fernandes (28 de Abril de 1987, Leiria), ou Jaime Fernandes, foi um ator português.

## Estudos
Frequentou o ensino pré-primário no Jardim-escola João de Deus, onde aprendeu a ler segundo o método daquele poeta.
continuou estudos no liceu da cidade
Entrou para o curso de Bioquímica na Faculdade de Ciências e Tecnologia da Universidade Nova de Lisboa, campus da Caparica, onde por motivos económicos só pode completar um ano.

## Televisão
Ficou conhecido do público português pela sua participação no programa televisivo “ A Bela e o Mestre” emitido pela TVI e produzido pela Endemol Portugal, S. A.
Neste concurso fez par com Vera Lapa.
Distinguiu-se pelos amplos conhecimento e revelou ser o que muito colegas lhe chamaram “ Uma Verdadeira enciclopédia ambulante”
Estiveram nomeados uma vez e conseguira salvar-se, chegando até à final, onde viriam a obter o 2º lugar.
Teve também um participação no programa da tarde da TVI “As Tardes da Júlia”

## Livros publicados
Autor do romance "o fim dos tempos", publicado pela Publicações Dom Quixote.
"o fim dos tempos" site D.Quixote